# Maria Bricca

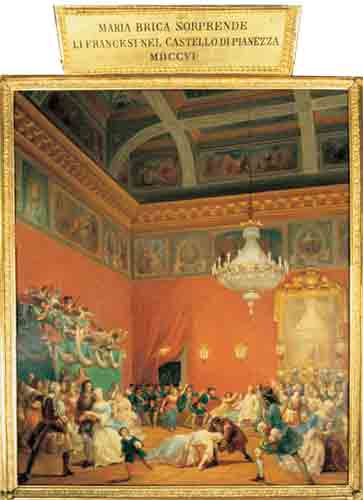
Francesco Gonin: Maria Bricca stürmt den Ballsaal.

Maria Bricca (geboren 2. Dezember 1684 in Pianezza; gestorben 23. Dezember 1733 ebenda), auch la Bricassa genannt, war eine italienische Köchin. Im Risorgimento wurde sie posthum zur Kriegsheldin stilisiert.

## Leben
Maria Bricca wurde 1684 in Pianezza als Maria Chiaberge geboren. Im Alter von acht Jahren war sie Zeuge, als während des Pfälzischen Erbfolgekriegs französische Truppen unter General Nicolas de Catinat ihren Heimatort brandschatzten. Ein Erlebnis, das sie prägen sollte.
Den Nachnamen Bricca nahm sie nach ihrer Heirat mit dem zwanzig Jahre älteren Valentino Bricco am 8. Februar 1705 an. Ein Jahr darauf gebar sie ihren ersten Sohn. Über ihr weiteres Leben ist bis zu ihrem Tod nichts bekannt.

## Rezeption
Maria Bricca wurde im Zuge des Risorgimento berühmt, als sie auf der Grundlage eines im 18. Jahrhundert aufgetauchten Textes eines unbekannten französischen Autors zur vermeintlichen Heldin bei der Einnahme der Burg von Pianezza stilisiert wurde. Die Rolle, die sie dabei spielte, und der Rahmen der Geschichte wurden im Laufe der Zeit mehrmals verändert. Historisch belegt ist die Einnahme der Burg durch die Truppen von Prinz Eugen von Savoyen, nachdem sie über einen Geheimgang in die Burg gelangten.
Der Legende nach unterstützte sie Prinz Eugen im Umfeld der Schlacht von Turin im Jahr 1706 während des Spanischen Erbfolgekrieges. Überliefert ist, Maria Bricca habe 50 brandenburgische Grenadiere über einen Geheimgang in die Burg geführt, die feiernden Franzosen im Ballsaal überrascht und so den Sieg über die Franzosen ermöglicht.
Ihr Leben wurde 1910 als Stummfilm Maria Bricca: l’ eroina del piemonte von Edoardo Bencivenga mit Lydia Quaranta in der Hauptrolle und 2010 als Pianezza 1706 - Maria Bricca verfilmt.